# 로드 오브 라이프
로드 오브 라이프(Putyovka v zhizn, The Road to Life)는 소련에서 제작된 니콜라이 에크 감독의 1931년 영화이다. 니콜라이 바타로브 등이 주연으로 출연하였다.

## 출연

### 주연
- 니콜라이 바타로브
- 이반 크를리야